# کریس ترنت
کریس تَرِنت (انگلیسی: Chris Tarrant؛ زادهٔ ۱۰ اکتبر ۱۹۴۶) مجری تلویزیون و رادیو اهل بریتانیا است.  وی دانش‌آموختۀ دانشگاه بیرمنگام است و از سال ۱۹۷۴ میلادی تاکنون مشغول فعالیت بوده‌است.
از فیلم‌ها یا برنامه‌های تلویزیونی که وی در آن نقش داشته است، می‌توان به جانی انگلیش اشاره کرد.